# Strabrechtse Heide

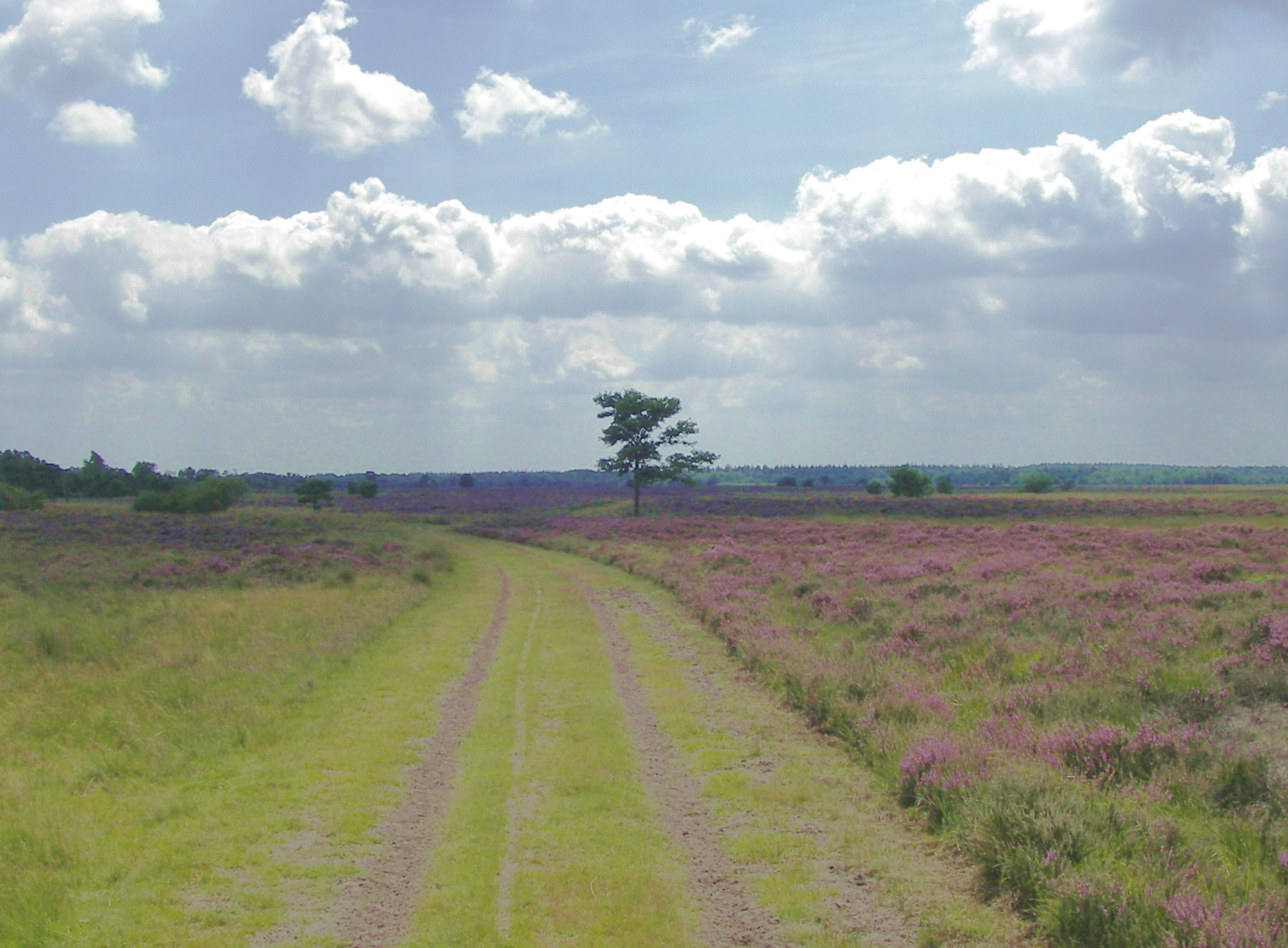
De Stabrechtse Heide

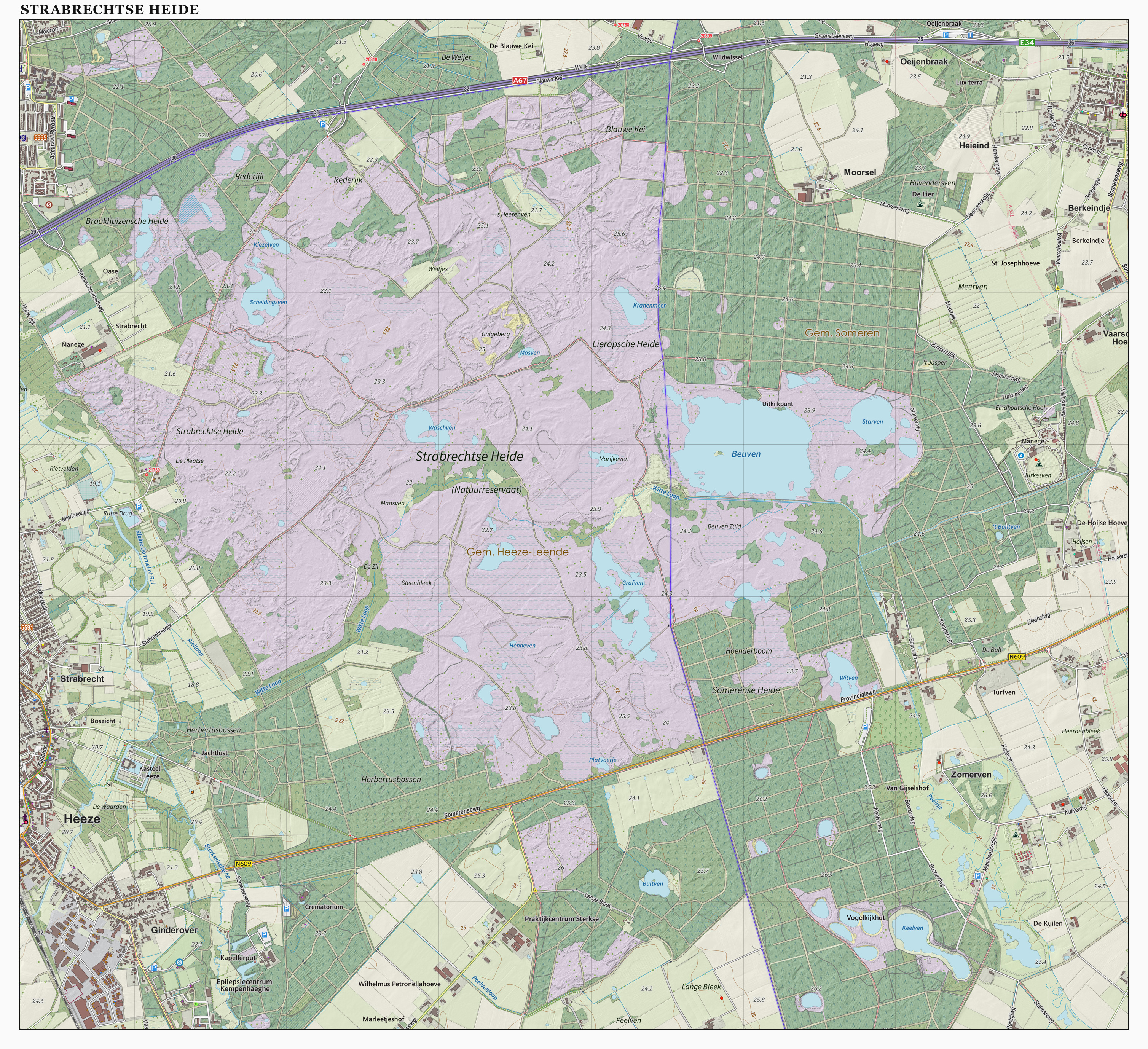
Topografisch kaartbeeld van de Strabrechtse Heide, december 2015

De Strabrechtse Heide is een natuurgebied van ca. 1500 ha in de Nederlandse gemeenten Heeze-Leende, Someren en Geldrop-Mierlo (provincie Noord-Brabant), grotendeels in beheer bij Staatsbosbeheer. De heide ontleent haar naam aan het gehucht Strabrecht bij Heeze.

## Ligging en omgeving
In het Noordwesten sluit de Strabrechtse Heide aan bij de Braakhuizense Heide, in eigendom van stichting Het Brabants Landschap; bij Heeze sluit het aan bij heidevelden op de Heerlijkheid Heeze en de Herbertusbossen (ook eigendom van Het Brabants Landschap).
Het gebied valt gedeeltelijk onder de Habitatrichtlijn en de Vogelrichtlijn. In 2006 werd de Strabrechtse Heide samen met een deel van het dal van de Kleine Dommel aangewezen als Natura 2000 gebied onder de Natura 2000-gebiedsnaam Strabrechtse Heide & Beuven.
Het in de gemeente Someren gelegen deel oostelijk van de heide heet van oudsher Lieropsche Heide.
De Strabrechtse en Lieropse Heide maakten tot het einde van de 19e eeuw deel uit van een groot heidegebied tussen de dalen van de Kleine Dommel en de Aa. Naar het noorden strekte de hei zich uit tot Nuenen (Molenheide, Collsche Heide, Refelingse Heide), ten zuiden van de weg Heeze-Someren liep de Somerensche Heide door tot aan het Weerterbosch en de Groote Peel. In het begin van de 20e eeuw is het grootste deel van de heiden ten noorden en ten zuiden van de Strabrechtse heide omgezet in bos of landbouwgrond. Door de aanleg van de A67 werd de Strabrechtse hei gescheiden van het bosgebied tussen Geldrop en Mierlo. De plannen om de A2 ten oosten van Eindhoven te leggen, waardoor de Strabrechtse heide van het dal van de Kleine Dommel gescheiden zou worden, zijn niet doorgegaan.
Op de droge plaatsen staat struikhei en jeneverbes, op de natte plaatsen dophei, pijpenstrootje, gagel en klokjesgentiaan. De vergrassing van de heide wordt tegengegaan door beweiding door een schaapskudde van de stichting het Kempens heideschaap, door maaien en door plaggen. De heide wordt omgeven door bossen. De overgang naar het dal van de Kleine Dommel heeft een bijzondere vegetatie en is ook van belang voor verschillende diersoorten.

## Hoenderboom

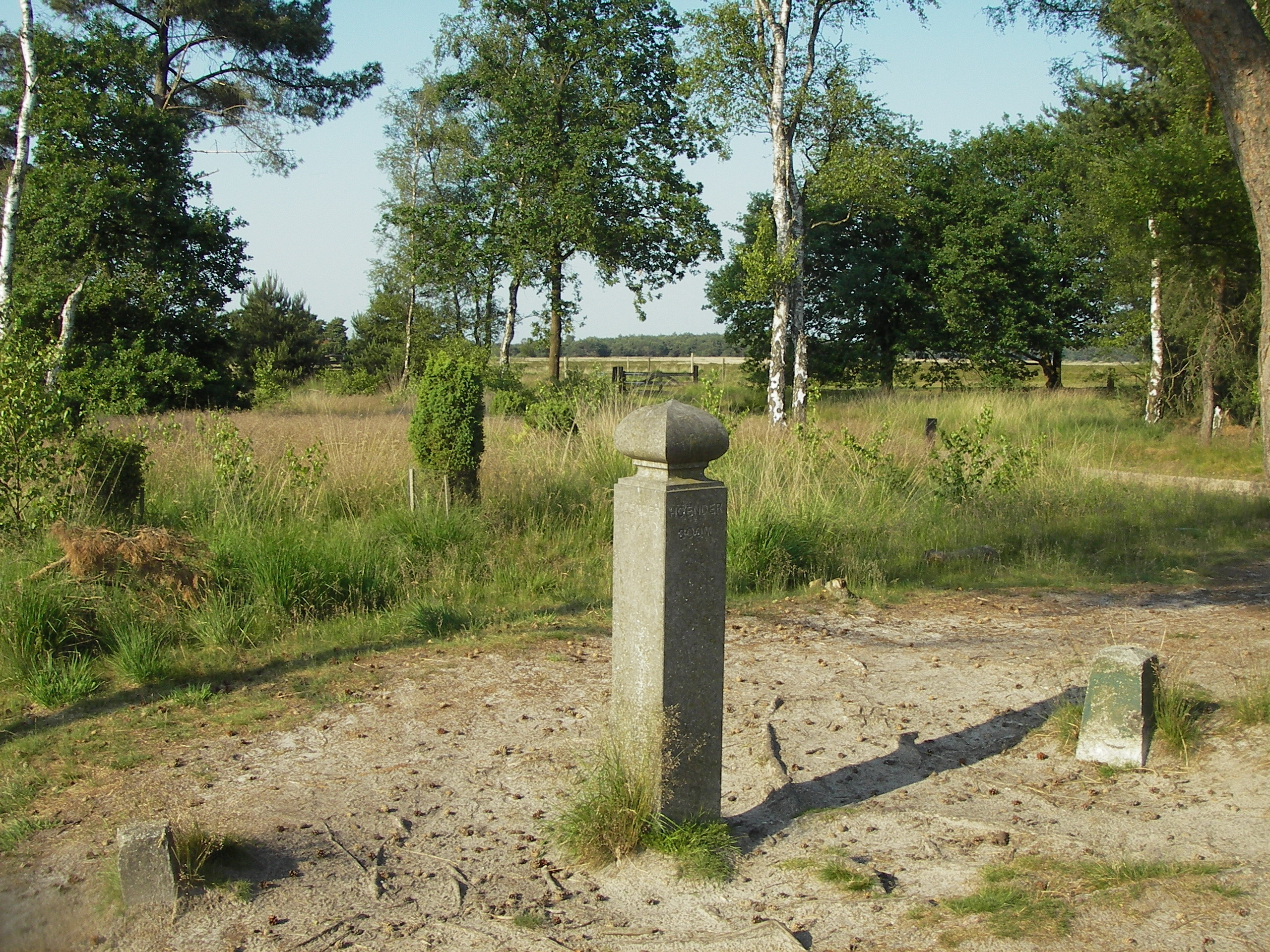
De Hoenderboompaal

Van historisch belang is de Hoenderboom. Hier kwamen vanouds vijf gemeenten bij elkaar: Heeze, Maarheeze, Someren, Lierop en Mierlo. Door gemeentelijke herindelingen is dit aantal teruggelopen tot twee (Heeze-Leende en Someren). Ter plaatse bevindt zich een kopie van de grenspaal die hier vroeger stond. Hier dichtbij ligt het Grafven. Naar verluidt werden hier in 1595 een aantal vrouwen vermoord die beschuldigd waren van hekserij. De toenmalige heren van Asten en die van Mierlo waren namelijk fervente heksenjagers. In dezelfde omgeving ligt het Rondvenneke, een pingoruïne en daarom een aardkundig monument.

## Galgenberg
In het midden van de heide ligt de Galgenberg, een klein stukje open stuifzand, dat door beheermaatregelen in stand wordt gehouden om de typische flora en fauna te bewaren. Er groeit onder andere spurrie, schapengras en buntgras.

## De Plaetse
De Plaetse is de naam van de reconstructie van een vroegere dries, een driehoekige gemeenschappelijke weide en plaats waar men mocht planten. Hier bevindt zich de schaapskooi waar de kudde van 350 Kempense heideschapen is gehuisvest. Dit schapenras was bijna uitgestorven maar dankzij een gericht fokprogramma is het ras behouden. Daarnaast is hier een heidetuin waar een aantal kenmerkende planten bijeengebracht zijn zoals ze op de Strabrechtse Heide voorkomen. Ook is er een insectentuin, waar bijenkasten, een insectenhotel en een insectenmuur te vinden zijn. De laatste twee zijn voorzien van gaten in hout en mergel, rietstengels en dergelijke waarin solitaire bijen en solitaire wespen hun eitjes kunnen afzetten. Uiteraard is er tevens een bloementuin waar vele vlinders op af komen. Vanuit De Plaetse beginnen enkele rondwandelingen, terwijl ook doorgaande wandelingen deze plaats aandoen.

## Vennen op de Strabrechtse Heide
De Strabrechtse Heide telt een groot aantal vennen. De meeste zijn ooit door uitwaaiing ontstaan. Het grootste ven, het Beuven, is zowel voor vogels als om de plantengroei van veel belang. Het groeide vroeger door de aanvoer van voedselrijk water uit de Peelrijt snel dicht met riet. Om dit tegen te gaan is een verbinding gegraven tussen Peelrijt en Kleine Aa, om dit voedselrijke water af te voeren. De Witte Loop stroomt uit het Beuven door de hei naar de Kleine Dommel.
Verder telt de Strabrechtse heide de volgende vennen: Scheidingsven, Waschven, Mosven, Kranenmeer, Beuven, het Rondvenneke, Maasven, Steenbleek, Henneven, Grafven, Witven, 's-Heerenven en Starven.
Op de aangrenzende Braakhuizense Heide liggen het Rootven, het Meerlomeer, het Kiezelven en het Slootjesven.
Op de aangrenzende heide van de Herbertusbossen ligt het ven het Platvoetje.

## Brand
Op 2 juli 2010 werd een deel van de Strabrechtse heide getroffen door een natuurbrand waarbij ongeveer 200 hectare bos- en heidegebied in vlammen opging. De brand werd bestreden door honderden brandweerlieden, bijgestaan door 100 mensen van Defensie. Het blussen van de brand duurde enkele dagen. Door de brand moest de snelweg A67 enige tijd worden afgesloten.